# Kevin-Prince Milla
Kevin-Prince Milla (* 25. prosince 2003) je kamerunský profesionální fotbalista, který hraje na pozici útočníka za český klub AC Sparta Praha. Je také bývalým kamerunským mládežnickým reprezentantem.

## Klubová kariéra
Milla v roce 2023 odešel poprvé z Kamerunu do Evropy, kdy se stal součástí akademie KAA Gent. V mládežnickém výběru nastoupil do 12 utkání v třetí belgické lize, v nichž vstřelil 5 branek.
V létě 2024 přestoupil do rakouského celku Grazer AK. V sezoně 2023/24 nastoupil jen do 10 utkání ve druhé rakouské lize, kterou Grazer vyhrál a postoupil do rakouské Bundesligy. Střelecky se neprosadil.
V srpnu 2024 odešel Milla na půlroční hostování do druholigového rakouského klubu ASK Voitsberg. V průběhu podzimní části sezony byl stabilním členem základní sestavy, nastoupil do 13 utkání a vstřelil 3 branky.
V únoru 2025 zamířil na půlroční hostování s opcí do pražské Dukly. Svůj debut v české nejvyšší soutěži si odbyl 22. února, kdy nastoupil do závěru utkání proti Sigmě Olomouc. V průběhu jarní části sezony se stal stabilním členem základní sestavy. 3. května vstřelil svůj první branku v dresu Dukly, a to při výhře 2:0 nad Pardubicemi ve skupině o záchranu. O týden později se opět střelecky prosadil, a to při výhře 3:2 nad Mladou Boleslaví. Dne 1. června vstřelil Milla klíčovou branku v odvetném utkání baráže o první ligu proti Vyškovu, a to když v 64. minutě srovnával na konečných 1:1. Pražská Dukla následně v penaltovém rozstřelu zvítězila a zachránila se v nejvyšší soutěži. V jarní části sezony nastoupil do 14 utkání a vstřelil tři branky. V létě 2025 přestoupil do Dukly na trvalo. Netrvalo to však dlouho a hned v srpnu se stěhoval v rámci Prahy o kus dál, konkrétně na Letnou, Sparta za něj zaplatila více než 25 milionů korun.

## Reprezentační kariéra
Milla byl v roce 2021 nominován na závěrečný turnaj Africký pohár národů do 20 let. Na turnaji nastoupil do všech čtyř utkání kamerunského klubu a dvěma brankami se podílel na postupu do čtvrtfinále.